# Sofía Ugarriza
Sofía Ugarriza D'Anatro (* 18. März 2002 in Montevideo, Uruguay) ist eine paraguayische Handballspielerin. Die Allrounderin war Juniorinnen-Nationalspielerin ihres Landes im Hallenhandball und gehört dem Nationalteam im Beachhandball an.

## Hallenhandball
Ugarriza ist die jüngere Schwester von Florencia Ugarriza, die ebenfalls als Handballspielerin erfolgreich ist. Sie begann mit dem Hallenhandball im Alter von acht Jahren und mit dem Beachhandball im Alter von 14 Jahren. Zunächst spielte sie nur in der Schule, seit sie 12 Jahre alt ist für den Verein Nueva Estrella in Asunción aktiv.
Ihre internationale Karriere begann Ugarriza schon im Alter von 12 Jahren mit dem Gewinn der U-14-Südamerikameisterschaften mit der Mannschaft Paraguays im Oktober 2014 in Montecarlo, Argentinien. Schon hier spielte sie mit Andrea Gaona und Darlene Leiva zusammen, mit denen sie in den folgenden Jahren noch verschiedene Auswahlmannschaften im Hallen- wie im Beachhandball durchlaufen sollte. Bei den U-16-Südamerikameisterschaften 2017 in Asunción gewann sie mit ihrer Mannschaft die Bronzemedaille. Bei den Südamerikameisterschaften der Jugend (U18) 2018 in Buenos Aires wurden die Paraguayerinnen Vierte und verpassten damit die Qualifikation für die Weltmeisterschaften in Polen. Spätestens seit 2023 gehört sie auch zum erweiterten Kreis der Nationalmannschaft.

## Beachhandball

### Juniorinnen
Ugarriza bestritt ihre ersten Freundschaftsspiele für die Juniorinnen-Nationalmannschaft Paraguays im Beachhandball 2016 in Montevideo und später im Jahr in Necochea in Argentinien. Sie gehörte zum Aufgebot Paraguays bei den Panamerikanischen Meisterschaften 2017 der U-17-Juniorinnen. Nach einer Niederlage gegen Venezuela und einem Sieg über Kolumbien folgte eine weitere Niederlage gegen den späteren Sieger Argentinien und ein Sieg über Uruguay. Das letzte Vorrundenspiel gegen Brasilien wurde erst im Shootout verloren. Dennoch qualifizierte sich Paraguay für das Halbfinale gegen Argentinien, das dieses Mal erst im Shootout verloren wurde. Damit musste Paraguay ins kleine Finale. Hier gewann Ugarriza mit ihrer Mannschaft die Bronzemedaille. Zudem wurde sie als beste Defensivspielerin des Turniers ausgezeichnet. Mit dem Erfolg konnte sich die Mannschaft für die erstmals ausgetragenen Juniorenweltmeisterschaften 2017 in Flic-en-Flac auf Mauritius qualifizieren. Dort verlor die Mannschaft ohne sie alle drei Vorrundenspiele gegen die Spitzenmannschaften Argentinien, Ungarn und Kroatien und nahm daraufhin nur noch an der Trostrunde teil. Hier wurden Australien und Mauritius geschlagen. Bei den weiteren Platzierungsspielen wurde zunächst Amerikanisch-Samoa besiegt, anschließend gegen Kolumbien und Kroatien verloren. Am Ende platzierte sich Paraguay auf den elften von 14 Rängen. Da Argentinien aber Gastgeber der Olympischen Jugend-Sommerspiele 2018 war und Brasilien die Teilnahme an der Junioren-WM abgesagt hatte, erkämpfte sich Paraguay dennoch einen der beiden Startplätze für Südamerika neben Kolumbien.

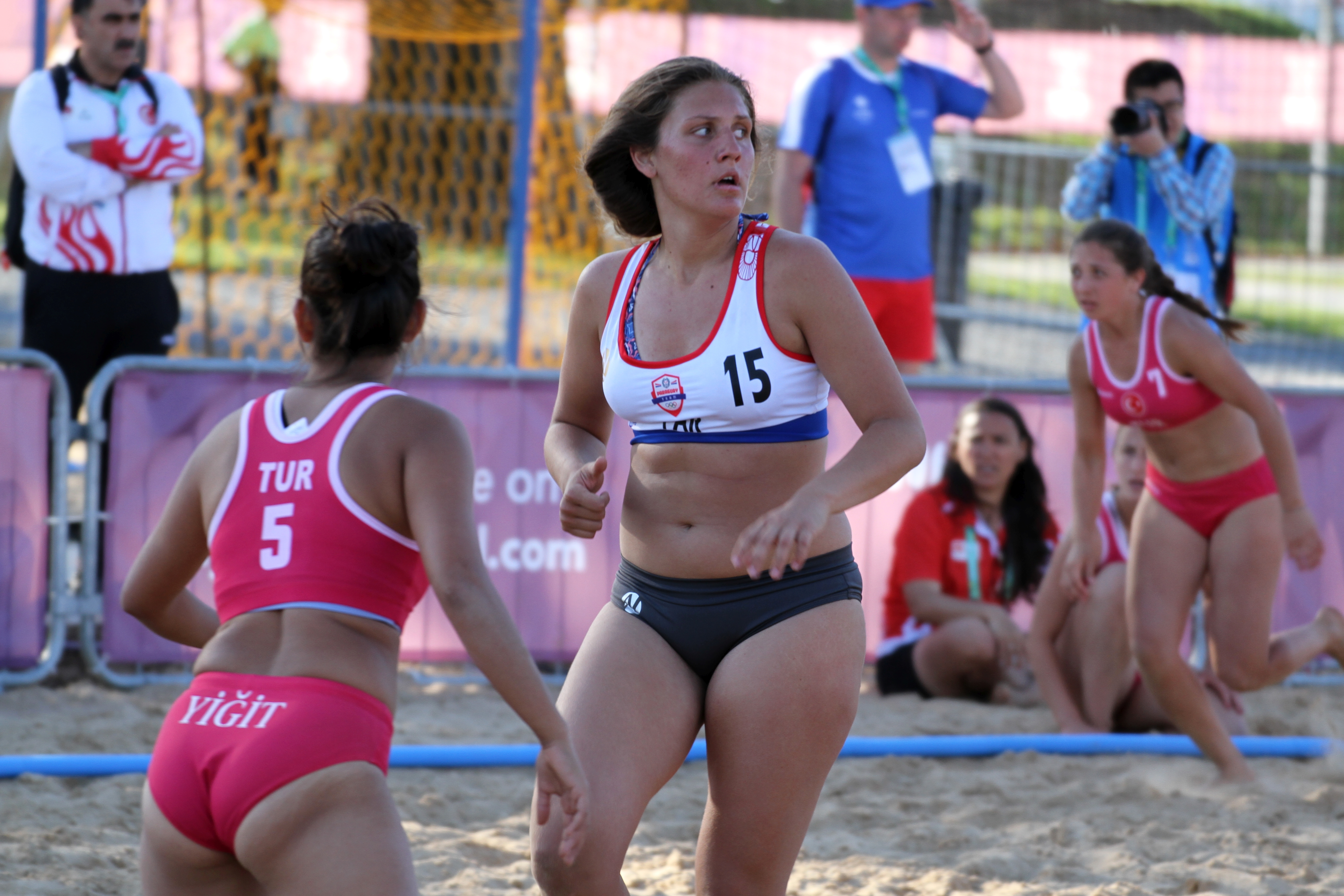
Ugarriza und Serap Yiğit im Vorrundenspiel gegen die Türkei bei den Olympischen Jugendspielen

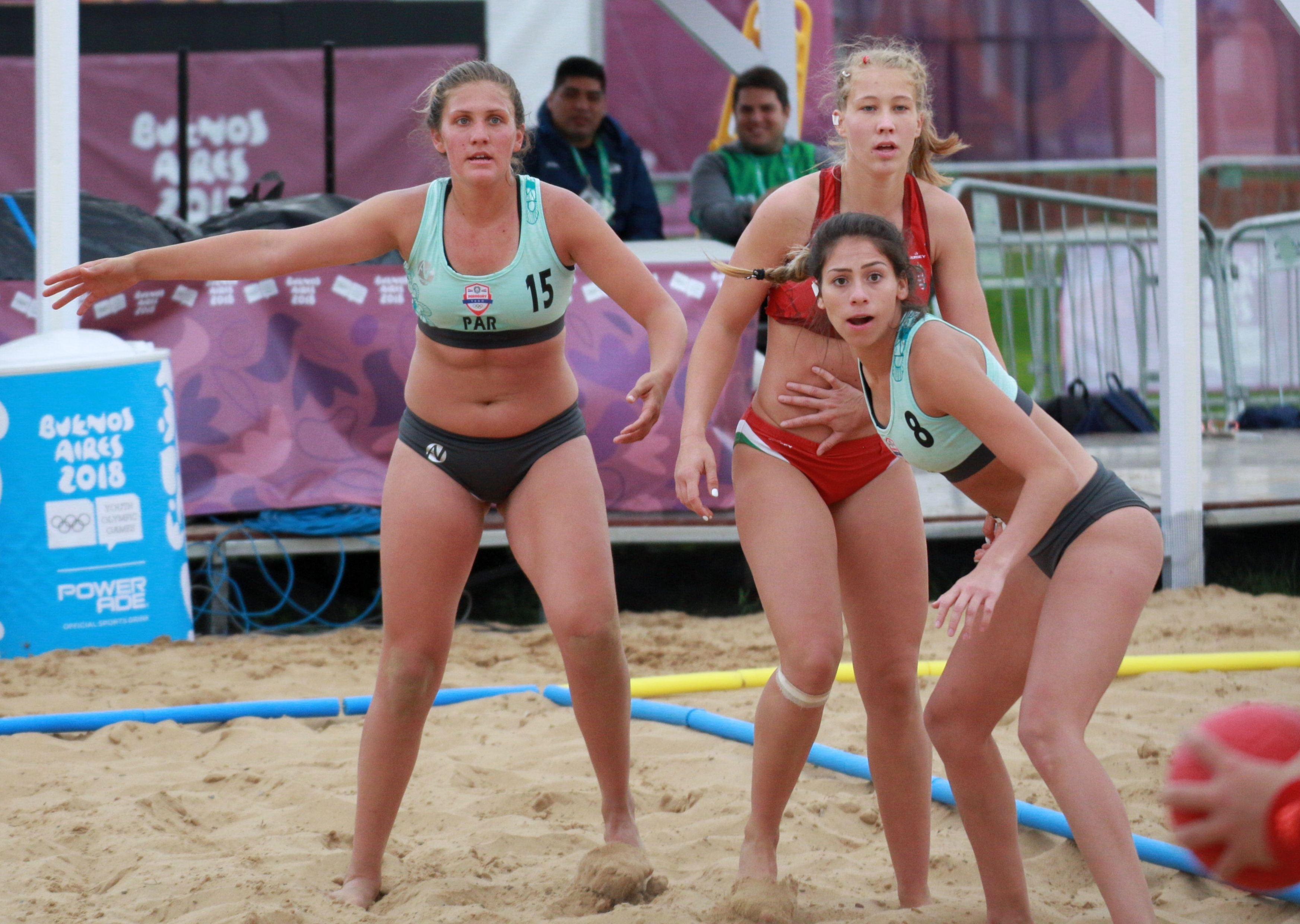
Ugarriza (#15) und Guadalupe Villalba (#8) verteidigen gegen Rebeka Benzsay im Hauptrundenspiel der Olympischen Jugendspiele gegen Ungarn

Die Bedeutung der Jugendspiele für Paraguay wird darin deutlich, dass die Sportler vor den Spielen zu einem Besuch beim Staatspräsidenten und der Regierung empfangen wurden. In Buenos Aires war Beachhandball erstmals olympisch. Paraguay spielte ein insgesamt recht gutes Turnier. Nach einem schwachen Turnierbeginn gegen die Niederlande, wobei im zweiten Satz ganze zwei Punkte Paraguays erzielt wurden, folgte eine weitere klare Niederlage gegen die Gastgeberinnen aus Argentinien. Beim schwachen Spiel gegen die Gastgeberinnen war Ugarriza die auffälligste Spielerin ihrer Mannschaft und erzielte mit acht Punkten die Hälfte ihres Teams, obwohl sie nicht einmal eine Trefferquote von 50 % hatte. Im dritten Spiel, gegen Hongkong, gab es einen deutlichen Zweisatzsieg. Es folgte ein 2-1-Sieg über die Türkei, Ugarriza steuerte neun Punkte bei einer geschlossenen Mannschaftsleistung zum Sieg bei. Durch den abschließenden 2-1-Sieg über Venezuela qualifizierte sich Paraguay für die Hauptrunde. Hinter der überragenden Alma Brítez war Ugarriza mit zehn Punkten zweitbeste Werferin. Das erste Hauptrundenspiel gegen Ungarn wurde klar verloren, Ugarriza erhielt im Spiel ihre zweite Zeitstrafe des Turniers nach der ersten im Spiel gegen Argentinien. Bei der Niederlage gegen Chinesisch Taipeh (Taiwan) war sie mit zehn Punkten erneut beste Werferin ihrer Mannschaft, leistete sich aber auch zwei schwere Ballverluste. Auch gegen Kroatien wurde in zwei hart umkämpften Sätzen verloren. Am Ende war die Mannschaft von Paraguay punktgleich mit Chinesisch Taipeh Punktletzte in der Hauptrundentabelle, lag aber aufgrund des verlorenen direkten Vergleich dahinter. Beide Teams verpassten damit die Halbfinals und spielten im direkten Duell um den fünften Platz. Dieses Mal gewann Paraguay das Spiel deutlich und dominierte vor allem im ersten Satz. Ugarriza zeigte noch einmal die ganze Bandbreite einer Allrounderin, erzielte acht Punkte, wobei sie einmal mehr ihre Vorliebe für Kempa-Tricks zeigte, gab zwei Vorlagen, wurde einmal strafwurfreif gefoult und leistete sich einen schweren Ballverlust. Neben einem Assist, zwei Balleroberungen und einem geblockten Wurf verursachte sie auch wieder einen Strafwurf. Nach Alma Brítez und Andrea Gaona, Letztere mit nur einem Punkt mehr, war Ugarriza mit 50 erzielten Punkten die drittbeste Scorerin ihrer Mannschaft im Turnierverlauf.

### Frauen
Im Alter von nur 16 Jahren wurde Ugarriza im März 2018 wie auch ihre späteren Mitstreiterinnen in Buenos Aires, Guadalupe Villalba und Alma Brítez, für die Panamerikameisterschaften berufen. In der Vorrunde konnten die Mannschaften aus Trinidad und Tobago (2-0) und Mexiko (2-0) geschlagen werden, gegen Uruguay gab es eine 1-2-Niederlage. Im Viertelfinale wurde die Vertretung der Vereinigten Staaten mit 2-1 geschlagen. Im Halbfinale erwies sich die Weltklassemannschaft Brasiliens als zu stark (0-2). Im Spiel um die Bronzemedaille traf Paraguay erneut auf Mexiko und gewann erneut, dieses Mal mit 2-1. Damit hatte sich die Mannschaft für die Weltmeisterschaften in Kasan qualifiziert.
In Russland gewann Paraguay zunächst das Auftaktspiel gegen Australien mit 2-0 Sätzen, wobei beide Durchgänge jeweils nur mit einem Punkt Vorsprung gewonnen wurden. Es folgte eine sehr deutliche Niederlage gegen Spanien und ein sehr ausgeglichenes Spiel gegen den späteren Weltmeister Griechenland, das erst im Shootout verloren wurde. Als Dritte der Gruppe qualifizierte sich das Team für die Hauptrunde. Alle drei nun folgenden Spiele gingen ins Shootout. Zunächst gab es einen Sieg gegen Polen. Danach folgten eine Niederlage gegen Uruguay und ein hart umkämpfter Sieg gegen Taiwan. Als Viertplatziertes von sechs Teams konnte sich Paraguay damit für die Viertelfinals qualifizieren. Im Viertelfinale traf man auf den amtierenden Vizeweltmeister und dreifachen Weltmeister Brasilien, gegen den es eine deutliche Niederlage gab. Auch die beiden übrigen Platzierungsspiele gegen Polen und Russland wurden verloren. In der Endabrechnung wurde Ugarriza mit Paraguay Achte.

## Erfolge
| Beachhandball-Weltmeisterschaften - 2018: Achte Beachhandball-Panamerikameisterschaften - 2018: Bronzemedaille | Olympische Jugendspiele - 2018: Fünfte Beachhandball-Jugend-Panamerikameisterschaften - 2017: Bronze (U17) Hallenhandball-Jugend-Südamerikameisterschaften - 2014: Gold (U14) - 2017: Silber (U16) - 2018: Vierte (U18) |

## Einzelbelege
1. ↑  Ramón CM Giménez: Protagonista: Sofía Ugarriza D’Anatro (Beach Handball). In: Planeta Deportivo. 2. Oktober 2018, abgerufen am 18. März 2021 (europäisches Spanisch).
2. ↑  Paraguay: un milagro americano!: Paraguay campeón sudamericano sub 14 de hándbol en Argentina. In: Paraguay. 2. November 2014, abgerufen am 18. März 2021.
3. ↑  Paraguay obtuvo el podio en el sudamericano U16 de hándbol. In: .::Agencia IP::. 6. November 2017, abgerufen am 18. März 2021 (spanisch).
4. ↑  Vanesa Insinga: Handball femenino: ARGENTINA NO PUDO CONTRA CHILE Y SE QUEDÓ CON EL BRONCE. In: Deporte Argentino Plus. 15. April 2018, abgerufen am 18. März 2021 (spanisch).
5. ↑  Vanesa Insinga: Handball femenino: ARGENTINA LE GANÓ A PARAGUAY Y CONSIGUIÓ LA CLASIFICACIÓN AL MUNDIAL DE POLONIA. In: Deporte Argentino Plus. 13. April 2018, abgerufen am 18. März 2021 (spanisch).
6. ↑  Balonmano: En marcha el operativo repechaje al Mundial - Polideportivo - ABC Color. Abgerufen am 6. März 2023 (spanisch).
7. ↑  Paraguay, al Mundial U17 - Deportes - ABC Color. Abgerufen am 19. August 2020 (spanisch).
8. ↑  Panamericano Juvenil Beach M/F – Asunción, Paraguay 2017 | Torneos – Handball Argentina. Abgerufen am 20. August 2020 (spanisch).
9. ↑  A. D. N. Paraguayo: Selección de hándbol rumbo a Islas Mauricio. In: ADN Paraguayo. 10. Juli 2017, abgerufen am 20. August 2020.
10. ↑  A. D. N. Paraguayo: Albirroja de Hándbol se despidió del Mundial U17. In: ADN Paraguayo. 13. Juli 2017, abgerufen am 20. August 2020.
11. ↑  Archivierte Kopie (Memento vom 2. Oktober 2018 im Internet Archive)
12. ↑  2018 Summer Youth Olympics Official Result Book Beach handball
13. ↑  Paraguay logra tercer triunfo. Abgerufen am 20. August 2020 (europäisches Spanisch).
14. ↑  Mundial y bronce para el hándbol femenino de playa. Abgerufen am 19. August 2020 (europäisches Spanisch).
15. ↑  Mundial y bronce para el hándbol femenino de playa. Abgerufen am 19. August 2020 (europäisches Spanisch).
16. ↑  HOY / Paraguay está entre los mejores ocho del mundo. Abgerufen am 20. August 2020 (spanisch).
17. ↑  Paraguay cae ante Brasil y Polonia en Mundial de Kazan. Abgerufen am 20. August 2020 (spanisch).
18. ↑  Paraguay se mete entre las ocho mejores del Mundial. Abgerufen am 19. August 2020 (europäisches Spanisch).
19. ↑  Paraguay va por la semis. Abgerufen am 19. August 2020 (europäisches Spanisch).

| Personendaten    | Personendaten                                 |
| ---------------- | --------------------------------------------- |
| NAME             | Ugarriza, Sofía                               |
| ALTERNATIVNAMEN  | Ugarriza D'Anatro, Sofía (vollständiger Name) |
| KURZBESCHREIBUNG | paraguayische Handballspielerin               |
| GEBURTSDATUM     | 18. März 2002                                 |